# 364
El 364 (CCCLXIV) fou un any de traspàs començat en dijous del calendari julià.

## Esdeveniments
- 28 de febrer - Roma: Valentinià I ocupa la seu imperial.

## Necrològiques
- 17 de febrer: Jovià, emperador romà